# Painesville
Painesville és una població dels Estats Units a l'estat d'Ohio. Segons el cens del 2000 tenia 17.503 habitants.

## Demografia
Segons el cens del 2000, Painesville tenia 17.503 habitants, 6.525 habitatges, i 4.032 famílies. La densitat de població era de 1.130,1 habitants per km².
Dels 6.525 habitatges en un 34,4% hi vivien nens de menys de 18 anys, en un 40,4% hi vivien parelles casades, en un 16,6% dones solteres, i en un 38,2% no eren unitats familiars. En el 31,2% dels habitatges hi vivien persones soles el 9,6% de les quals corresponia a persones de 65 anys o més que vivien soles. El nombre mitjà de persones vivint en cada habitatge era de 2,55 i el nombre mitjà de persones que vivien en cada família era de 3,22.
Per edats la població es repartia de la següent manera: un 27,7% tenia menys de 18 anys, un 12,1% entre 18 i 24, un 32,5% entre 25 i 44, un 17,4% de 45 a 60 i un 10,2% 65 anys o més.
L'edat mediana era de 30 anys. Per cada 100 dones de 18 o més anys hi havia 93,7 homes.
La renda mediana per habitatge era de 34.842 $ i la renda mediana per família de 41.000 $. Els homes tenien una renda mediana de 31.082 $ mentre que les dones 23.346 $. La renda per capita de la població era de 15.391 $. Aproximadament el 13,4% de les famílies i el 16% de la població estaven per davall del llindar de pobresa.

## Poblacions més properes
El següent diagrama mostra les poblacions més properes.